# 埃尔讷 (加来海峡省)
埃尔讷（法語：Elnes，法語發音：[ɛln]）是法国上法蘭西大區加来海峡省的一个市镇，属于圣奥梅尔区。

## 地理
埃尔讷（50°41'25"N, 2°7'34"E）面积6.33 平方千米，位于法国上法蘭西大區加来海峡省，该省份为法国北部沿海省份，西北濒北海，南至索姆省，东临北部省。
与埃尔讷接壤的市镇（或旧市镇、城区）包括：兰布尔、塞克、阿河畔瓦夫朗、维姆、阿夫兰格、埃凯尔德。
埃尔讷的时区为UTC+01:00、UTC+02:00（夏令时）。

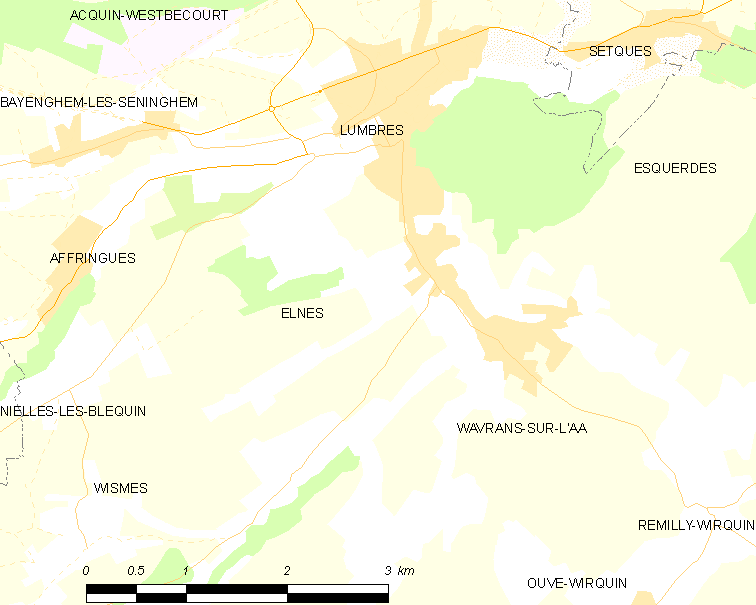
埃尔讷的OSM定位图

## 行政
埃尔讷的邮政编码为62380，INSEE市镇编码为62292。

## 政治
埃尔讷所属的省级选区为兰布尔县。

## 人口

1962-2008年间埃尔讷人口变化图示

埃尔讷于2022年1月1日时的人口数量为847人。